# Ford France (wielerploeg)
Ford France was een Franse wielerploeg die bestond van 1965 tot 1966. De ploeg werd gesponsord door Ford France.

## Geschiedenis
Veel renners van Ford France kwamen over van de in 1964 gestopte Saint-Raphaël-ploeg. Aan de leiding van Ford France stonden Raymond Louviot en Raphaël Géminiani. De ploeg had als kopmannen Jacques Anquetil, Lucien Aimar en in 1966 ook nog de Spanjaard Julio Jiménez. Na een vijfde plaats in de Ronde van Frankrijk van 1965 won Lucien Aimar het volgende jaar het eindklassement en Julio Jiménez een etappe en het bergklassement. Jacques Anquetil behaalde dat jaar een derde plaats in de Ronde van Italië. Na twee seizoen stopte de ploeg met bestaan maar stapte de ploegleiding en een groot deel van de renners over naar de nieuwe Bic-ploeg.

## Renners
- 1965: Lucien Aimar, Jacques Anquetil, Pierre Beuffeuil, Arie den Hartog, Vincent Denson, Seamus Elliott, Pierre Everaert, Jean Graczyk, Michel Grain, Guy Ignolin, Jean Jourden, Abel Le Dudal, Jean-Claude Lebaube, Paul Lemeteyer, Cees Lute, Pierre Martin, Anatole Novak, Jean-Marie Poppe, Jean-Louis Quesne, Louis Rostollan, Daniel Salmon, Jean Stablinski, Gérard Thiélin, Willy Vannitsen, Jean-Claude Wuillemin
- 1966: Lucien Aimar, Jean-Claude Annaert, Jacques Anquetil, Arie den Hartog, Vincent Denson, Pierre Everaert, Jean Graczyk, Michel Grain, Robert Hagmann, Jan Hugens, Julio Jiménez, Hans Lauppi, Paul Lemeteyer, Cees Lute, Pierre Martin, Jean Milesi, Anatole Novak, Jean-Louis Quesne, Jean Stablinski, Jean-Claude Theillière, Gérard Thiélin, Bernard Van De Kerckhove, Jean-Claude Wuillemin

## Belangrijkste overwinningen

### Klassiekers
- Bordeaux-Parijs: Jacques Anquetil (1965)
- Milaan-San Remo: Arie den Hartog (1965)
- Grand Prix des Nations: Jacques Anquetil (1965, 1966)
- Amstel Gold Race: Jean Stablinski (1966)
- Luik-Bastenaken-Luik: Jacques Anquetil (1966)

### Meerdaagse wedstrijden
- Parijs-Nice: Jacques Anquetil (1965, 1966)
- Critérium du Dauphiné: Jacques Anquetil (1965)
- Parijs-Luxemburg: Jean Stablinski (1965), Anatole Novak (1966)
- Ronde van Catalonië: Arie den Hartog (1966)
- Grand Prix du Midi Libre: Jean-Claude Theillière (1966)

### Resultaten in grote rondes
| Jaar | Ronde van Italië    | Ronde van Italië                                      | Ronde van Frankrijk    | Ronde van Frankrijk                            | Ronde van Spanje   | Ronde van Spanje                |
| Jaar | hoogste klassering  | etappewinst                                           | hoogste klassering     | etappewinst                                    | hoogste klassering | etappewinst                     |
| ---- | ------------------- | ----------------------------------------------------- | ---------------------- | ---------------------------------------------- | ------------------ | ------------------------------- |
| 1965 | geen deelname       | geen deelname                                         | 5e Jean-Claude Lebaube | 1e etappe b TTT                                | 11e Lucien Aimar   | 8e etappe Jean-Claude Wuillemin |
| 1966 | 3e Jacques Anquetil | 2e, 15e etappe Julio Jiménez 9e etappe Vincent Denson | 1e Lucien Aimar        | 16e Julio Jiménez Bergklassement Julio Jiménez | geen deelname      | geen deelname                   |